# Phẫu thuật cắt bỏ dạ dày
Phẫu thuật cắt bỏ dạ dày là một [phẫu thuật] cắt bỏ một phần hoặc toàn bộ dạ dày. Phẫu thuật cắt bỏ dạ dày được thực hiện để điều trị ung thư dạ dày và thủng thành dạ dày.
Trong chứng bệnh viêm loét tá tràng nghiêm trọng, phẫu thuật này có thể là cần thiết để loại bỏ phần dưới của dạ dày được gọi là môn vị và phần trên của ruột non là tá tràng. Nếu có một phần đầy đủ của tá tràng trên còn lại thì một thủ thuật Billroth I được thực hiện nối phần còn lại của dạ dày với tá tràng trước khi các ống mật và ống tụy. Nếu dạ dày không có thể được nối lại với tá tràng 1 thì thủ thuật Billroth II được thực hiện, nơi mà các phần còn lại của tá tràng được niêm cắt ra, một lỗ được cắt thành các phần tiếp theo của các ruột nhỏ được gọi là các ruột chay và dạ dày được nối lại lỗ này. Do môn vị được sử dụng để nghiền thức ăn và từ từ thả thức ăn vào ruột non, loại bỏ các môn vị có thể làm cho thực phẩm để di chuyển vào ruột non nhanh hơn bình thường, dẫn đến hội chứng trống dạ dày.

## Lịch sử
Phẫu thuật cắt thành công đầu tiên được thực hiện bởi Theodor Billroth năm 1881 cho bệnh nhân ung thư dạ dày.
Trong lịch sử, phẫu thuật cắt bỏ dạ dày được sử dụng để điều trị viêm loét dạ dày tá tràng. Ngày nay chứng bệnh này thường được điều trị bằng thuốc kháng sinh, vì nó đã được công nhận rằng chứng bệnh này thường do Helicobacter pylori gây ra.
Trong quá khứ, phẫu thuật cắt dạ dày cho bệnh loét dạ dày thường đi kèm bởi thủ thuật vagotomy, giảm sản xuất acid. Ngày nay, vấn đề này được quản lý với các thuốc ức chế bơm proton.